# Barbara Crawford Thompson
Barbara Crawford Thompson (1831-1916) est une jeune fille écossaise qui, à l'âge de 13 ans, fut la seule survivante  du naufrage  en 1844 du cotre l'America, qui naviguait de  Madjii Reef à Horn Island près de Cape York Endeavour Strait vers le Queensland, Australie.

## Biographie

### Le naufrage
Au moment du naufrage Barbara Crawford Thompson vivait maritalement avec William Thompson depuis 20 mois à Brisbane. Thompson est probablement mort en tentant de s'échapper à la nage lors du naufrage. Barbara fut recueillie par l'une des chefs de clan (buwai gizumabaigalai) du peuple Kaurareg, qui crut qu'elle était l'esprit réincarné (markai) de sa fille récemment décédée.
Elle vécut à Muralug ['mʊrralahg] (île Prince-de-Galles) pendant cinq ans, dénommée par sa nouvelle « famille » Gioma. Brierly et MacGillivray écrivirent ce nom de manière différente  bien que seul Brierly entendit la mère l'appeler Gioma, alors que Barbara était à bord de leur cabine sur le HMS Rattlesnake (qui l'avait secourue). On pense que ce nom de Gioma était juste un diminutif, comme Bill pour William. 

### Le sauvetage
Le 16 octobre 1849, avec l'aide d'un ami aborigène de Wamalagh (qui était  marié à une femme  Muralag), Barbara/Gioma réussit à prendre contact avec le bateau de surveillance britannique, le HMS Rattlesnake, à Evans [Paduga] une baie située près de Cape York et retourna ainsi à Sydney. L'artiste du Rattlesnake, Oswald Walters Brierly, prit des notes détaillées de son séjour chez les Kaurareg. 
Après son sauvetage, Barbara Crawford Thompson se maria deux fois,.
Raymond J. Warren documenta ces événements dans son livre La Fleur sauvage ou l'histoire de Barbara Crawford (Wildflower: The Barbara Crawford Thompson Story).